# دوقية ساكسونيا هيلدبورغهاوزن
دوقية ساكسونيا هيلدبورغهاوزن (بالألمانية: Herzogtum Sachsen-Hildburghausen) دوقية إرنستية في ما هو الآن جنوب ولاية تورنغن، ألمانيا. وكانت أراضيها مماثلة لتلك التي في دائرة هيلدبورغهاوزن الحديثة.